# リチャード・レッドグレイヴ
リチャード・レッドグレイヴ（Richard Redgrave RA、1804年4月30日 - 1888年12月14日）は、イギリスの画家である。イギリス王室美術品の研究や、官立デザイン学校で教えたことなどで知られる。

## 略歴
ロンドンの中心ピムリコ(Pimlico)で実業家の息子に生まれた。兄に役人をした後、美術史家になったサミュエル・レッドグレイヴ(Samuel Redgrave: 1802-1876)がいる。父親の工場で働きながら大英博物館の彫刻作品を素描して修行し 、1825年に描いた風景画で、ロイヤル・アカデミー・オブ・アーツの美術学校に入学が認められた。
風景画や風俗画を描き、1837年に展覧会に出展した作品で評判にになり、1840年にロイヤル・アカデミー・オブ・アーツのの準会員に選ばれ、1851年に正会員に選ばれた。
1847年から官立デザイン学校（Government School of Design、後のロイヤル・カレッジ・オブ・アート）で働くようになり、植物画を教え、1848年に校長になったのを始め 、学芸員として働いた。ヴィクトリア&アルバート博物館の絵画部門の初代の学芸員も務めた。1855年のパリ万国博覧会のイギリス館の運営委員を務め、フランス政府から勲章を受勲した 。
1856年から1880年の間は、王室の美術品の調査の仕事をし、ウィンザー城やバッキンガム宮殿、ハンプトン・コート宮殿などの美術品の34巻のカタログを編纂した。1866年に兄のサミュエル・レッドグレイヴと共著で、美術史の著書「A Century of Painters of the English School」を出版した。1853年に美術の手引書「An Elementary Manual of Colour」も執筆している。
1888年にロンドン、ケンジントンのハイドパーク・ゲート(Hyde Park Gate)で亡くなった。息子のフランシス・M・レッドグレイヴ(Frances M Redgrave: 1845-1932)とエヴリン・レスリー・レッドグレイヴ(Evelyn Leslie Redgrave: 1849-1931)も画家になった。

## 作品

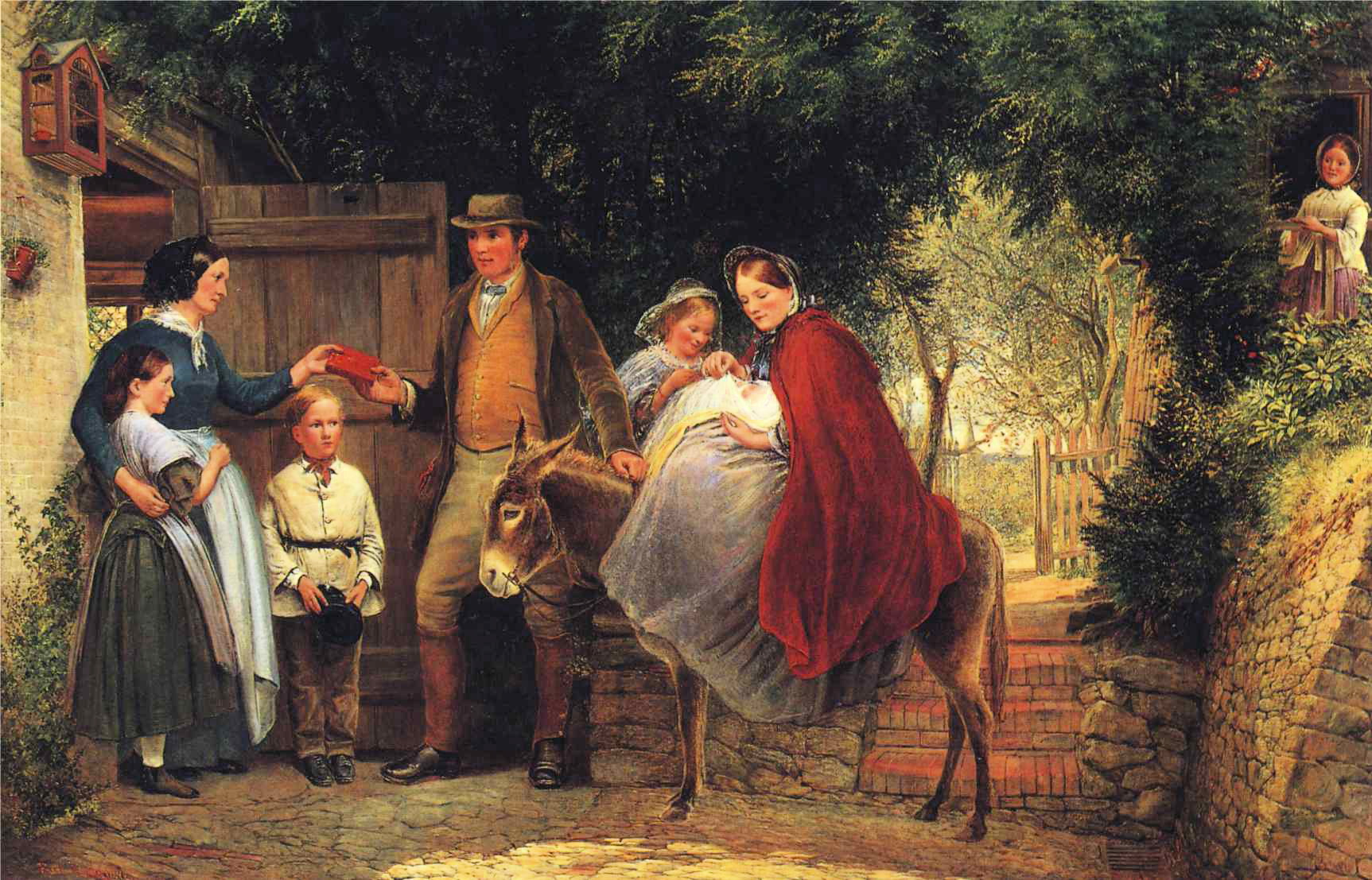
洗礼式への出発
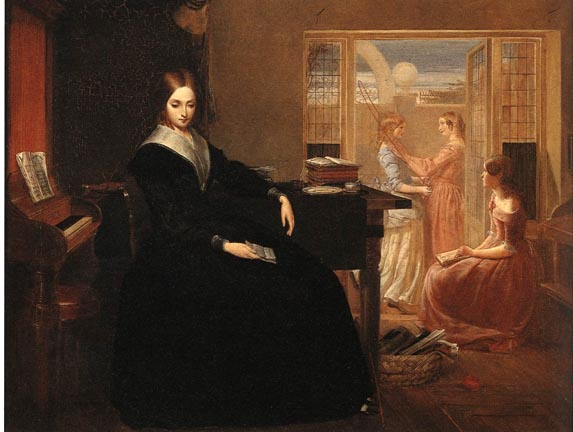
『ガヴァネス（女家庭教師）』(1844) ヴィクトリア&アルバート博物館
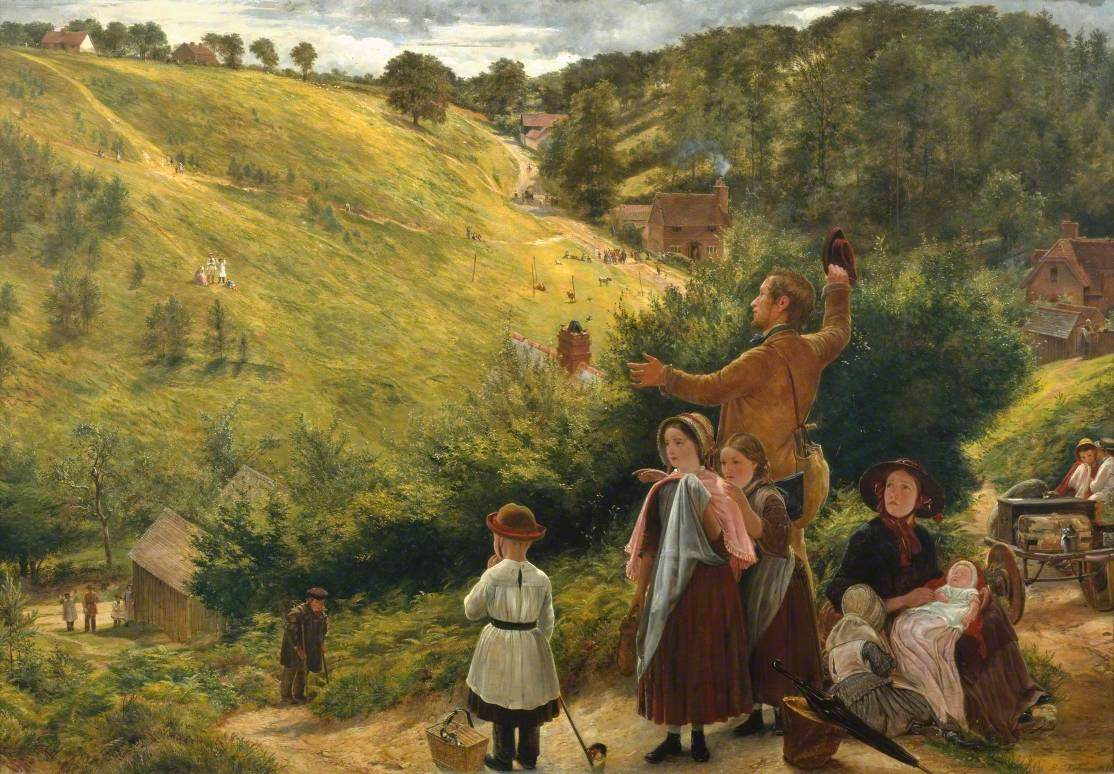
移民たちの故郷の見納め (1858)
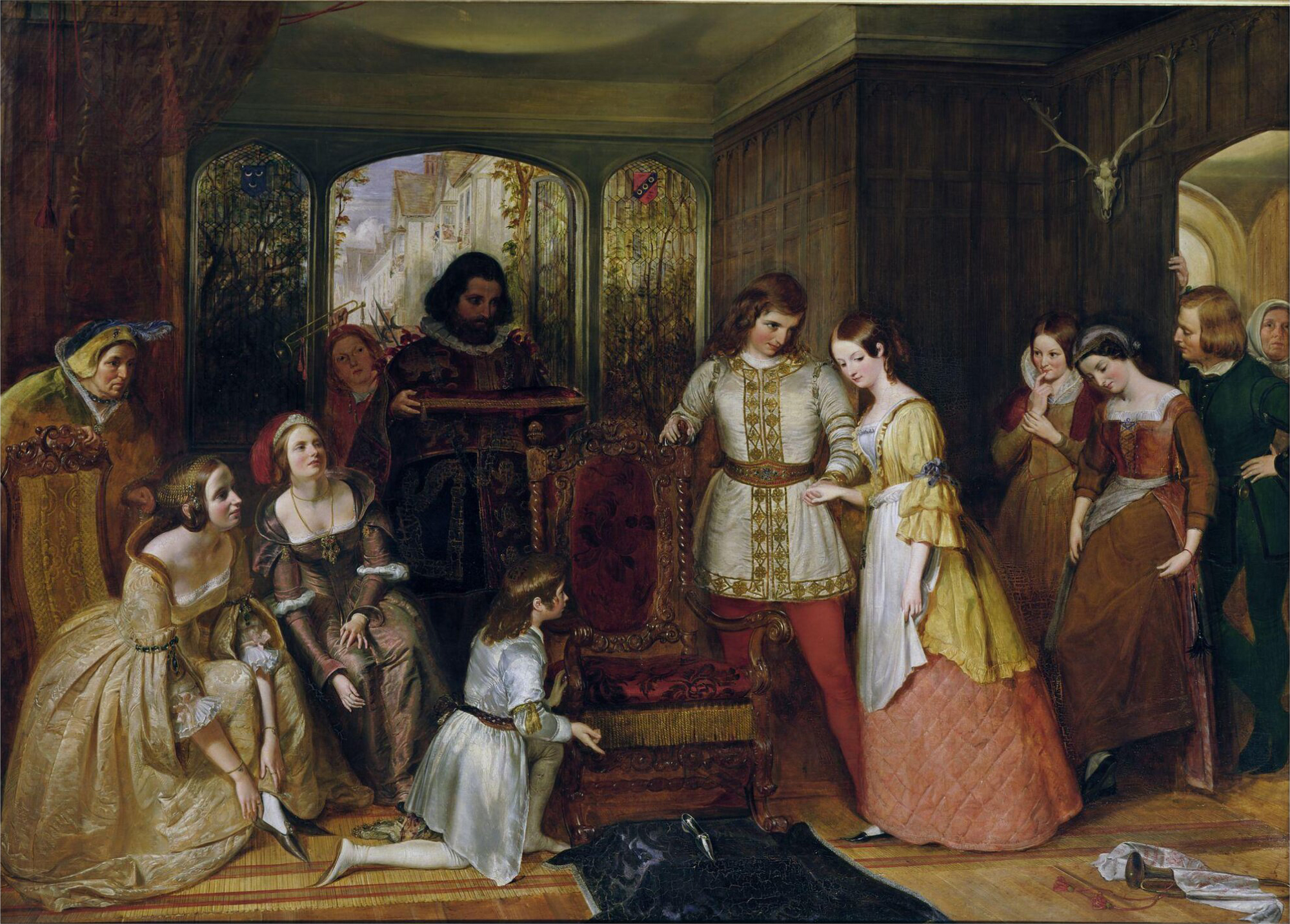
ガラスの靴を履こうとするシンデレラ